# Nicolai Wammen
Nicolai Wammen (Holbæk, 7 de fevereiro de 1971) é um político dinamarquês, membro do Partido Social-Democrata. 
Foi presidente da Câmara Municipal/prefeito de Aarhus , entre 2005 e 2011.
Foi deputado do Folketinget, o Parlamento da Dinamarca, no periodo 2001-2004. 
É ministro dos Assuntos Europeus desde 2011.